# 美名
美名（みな、1984年2月13日 - ）は、日本の女性声優、舞台女優である。岐阜県岐阜市出身。プロダクション・エース所属。

## 経歴・人物
2006年にアニマックス公開オーディションで優勝し、声優としてデビューした。初めて演じたメインキャラクターは『そらのおとしもの』の見月そはら。
そらのおとしものwebラジオ『そらおと〜ふぉーりん☆らぶ〜』では、番組の途中から毎回出演するようになったが『毎回登場するゲスト』として扱われた。そらのおとしものを収録していた当時は「ドジっ子」と言われることもあった。
特技は殺陣で、他にも着付上級師範、調理師免許を取得している。

## 出演
太字はメインキャラクター。

### テレビアニメ
2006年
- 六時半蔵（ロクジ）

2007年
- 獣装機攻ダンクーガノヴァ（少年、衛兵女1）

2009年
- 涼宮ハルヒの憂鬱（2009年版）（女子小学生）
- そらのおとしもの（2009年 - 2010年、見月そはら） - 2シリーズ
- ファイト一発!充電ちゃん!!（技術開発部員A）

2010年
- おまもりひまり（優人〈子供時代〉、女子生徒、ニュースキャスター）

2011年
- いつか天魔の黒ウサギ（時雨遥）
- イナズマイレブンGO（2011年 - 2013年、瀬戸水鳥、雅野麗一、クオル、ダーナ、獅子丸、さくら母、ルーザ・ドノルゼン 他） - 3シリーズ
- GOSICK -ゴシック-（リィ、生徒B、村人C、修道女、看護師、メイド、母親）
- これはゾンビですか?（2011年 - 2012年、三原かなみ）、ナース） - 2シリーズ
- 世界一初恋（女子社員、アシスタント、編集、女子高生 他） - 2シリーズ
- ダンタリアンの書架（女性）
- デッドマン・ワンダーランド（高島麗）
- べるぜバブ（主婦B、女子A、女子B、女装した不良、主婦、お姉さん、昼ドラの女、ビス子、女子生徒B、イザベラ）
- マケン姫っ!（2011年 - 2014年、六条実） - 2シリーズ

2012年
- うぽって!!（ふぁる〈FAL L1A1〉）
- えびてん 公立海老栖川高校天悶部（女生徒）
- たまごっち!（みどてっち）

2013年
- RDG レッドデータガール（女生徒B）
- 生徒会の一存 Lv.2（紅葉知弦）
- ラブライブ!（2013年 - 2014年、先生、1年生A、体育教師、生徒A） - 2シリーズ

2014年
- 東京ESP（亀呂手明日菜）
- 風雲維新ダイ☆ショーグン（近藤勇）

2015年
- 新妹魔王の契約者（澪の母、ノエル） - 2シリーズ
- ドラえもん（ムス子、猫）

2016年
- 文豪ストレイドッグス（2016年 - 2019年、春野綺羅子） - 3シリーズ
- 魔装学園H×H（崎坂早紀）

2017年
- 終末なにしてますか? 忙しいですか? 救ってもらっていいですか?（妖精兵A）

2020年
- 波よ聞いてくれ（女性客、鼓田唯）

### 劇場アニメ
- ジュノー（2010年、京子[14]）
- 劇場版イナズマイレブンGO 究極の絆 グリフォン（2011年、瀬戸水鳥、久雲仁太[15]）
- そらのおとしものシリーズ（2011年 - 2014年、見月そはら[16]） - 2作品
- 劇場版イナズマイレブンGO vs ダンボール戦機W（2012年、瀬戸水鳥）

### OVA
- そらのおとしもの（2010年、見月そはら）

### ゲーム
2010年
- そらのおとしもの ドキドキサマーバケーション（見月そはら）

2011年
- いつか天魔の黒ウサギ Portable（時雨遥）
- イナズマイレブンGO（2011年 - 2013年、瀬戸水鳥、雅野麗一、風秋ヨネ、オム、防衛システム、子供） - 3作品
- イナズマイレブン ストライカーズシリーズ（2011年 - 2012年、瀬戸水鳥、雅野麗一、カモミ） - 2作品
- 涼宮ハルヒの追想
- そらのおとしものf Dreamy Season（見月そはら）

2013年
- 生徒会の一存 Lv.2 PORTABLE（紅葉知弦）
- 嫁コレ（紅葉知弦）

2014年
- ヒーローズプレイスメント（郡上ミナミ）

### ドラマCD
2011年
- SUPER LOVERS（珠子）

2012年
- イナズマイレブンGO ドラマCD「永遠の絆!!」（瀬戸水鳥）

### 吹き替え

#### 映画
- 悪魔を見た
- アンノウン
- 画皮 あやかしの恋（シア・ビン〈スン・リー〉）
- 96時間（アマンダ[22]）
- グレイヴ・エンカウンターズ2（ジェニファー）
- 恋する宇宙
- スクリーム4: ネクスト・ジェネレーション
- タワーリング・インフェルノ（フィリップ・オールブライト）※BSジャパン版
- ファウンダー ハンバーガー帝国のヒミツ（ジューン・マルティーノ）
- ベンジェンス -復讐の自省録-（英語版）（スーザン）
- ボーグマン（スタイン）
- マリオネット・ゲーム
- モンスターズ/地球外生命体

#### ドラマ
- 倚天屠龍記（楊不悔）
- 華麗なるペテン師たち3 #2
- グッド・ドクター 名医の条件 シーズン2 #6、シーズン4
- クラッシュとバーンスティーン（アマンダ）
- 階伯〔ケベク〕（ウンゴ〈少女時代〉）
- コールドケース5 #1、17
- コールドケース6 （#3、タミー・ブラウン#15）
- コールドケース7 ザ・ファイナル #17
- ザ・ディープ 深海からの脱出（マディ）
- CSI:11 科学捜査班 #18
- CSI:マイアミ10 ザ・ファイナル #4
- ゾウズ・フー・キル3 殺意の深層
- ペニー・ドレッドフル 〜ナイトメア 血塗られた秘密〜（ヴァネッサ〈少女時代〉）
- ニンフ/妖精たちの誘惑（ナディア〈マヌエラ・ボスコ〉[23]）
- バーン・ノーティス 元スパイの逆襲（デイビッド）
- マードック・ミステリー 〜刑事マードックの捜査ファイル〜 #12
- リゾーリ&アイルズ2 #3
- リゾーリ&アイルズ5（アマンダ）

#### アニメ
- ドックはおもちゃドクター（ドックのママ）
- プチバンピ
- 勇者ソー 〜アスガルドの伝説〜 ※ディズニーXD版

### ラジオ
- みみっ娘☆ぼんかふぇ学園（2009年12月25日 - 、VOICE Newtype cafe、マカロン先生役）

### 舞台
- RUN FOR YOUR WIFE（2007年、葛西美名 名義）
- 劇団大富豪6回公演 「八月のシャハラザード（再演）」（2009年2月26日‐3月1日、中目黒ウッディシアター）
- アニ★ゆめセカンドシーズン 東京・恵比寿　AMGホールでの定期公演（2時間目からレギュラー出演全10回：2010年1月30日 - 5月1日）

## キャラクターソング
| 発売日   | 商品名                                                             | 歌 | 楽曲 | 備考                                                                  |
| 2009年   | 2009年                                                             | 2009年 | 2009年                                                                                                  | 2009年                                                                |
| -------- | ------------------------------------------------------------------ | --- | --- | --------------------------------------------------------------------- |
| 12月29日 | そらのおとしもの エンディングテーマ・コレクション                  | 見月そはら（美名） | 「岬めぐり」                                                                                            | テレビアニメ『そらのおとしもの』エンディングテーマ                    |
| 12月29日 | そらのおとしもの エンディングテーマ・コレクション                  | イカロス（早見沙織）、見月そはら（美名）、五月田根美香子（高垣彩陽）、桜井智樹（保志総一朗）、守形英四郎（鈴木達央）                                             | 「太陽がくれた季節」                                                                                    | テレビアニメ『そらのおとしもの』エンディングテーマ                    |
| 12月29日 | そらのおとしもの エンディングテーマ・コレクション                  | イカロス（早見沙織）、ニンフ（野水伊織）、見月そはら（美名）、五月田根美香子（高垣彩陽）、桜井智樹（保志総一朗）、守形英四郎（鈴木達央）                         | 「ふり向くな君は美しい」                                                                                | テレビアニメ『そらのおとしもの』エンディングテーマ                    |
| 12月29日 | そらのおとしもの エンディングテーマ・コレクション                  | イカロス（早見沙織）、ニンフ（野水伊織）、見月そはら（美名） | 「春一番」                                                                                              | テレビアニメ『そらのおとしもの』エンディングテーマ                    |
| 2010年   |                                                                    | | |                                                                       |
| 3月10日  | そらのおとしもの キャラクター・ソング・アルバム〜そらの音楽祭〜    | 見月そはら（美名） | 「キミにChop!!!」                                                                                       | テレビアニメ『そらのおとしもの』関連曲                                |
| 12月8日  | そらのおとしものf プレゼンツ そらの少女TAI♪                        | そらの少女TAI♪ | 「天使のウインク」 「不思議Tokyoシンデレラ」                                                            | テレビアニメ『そらのおとしものf』関連曲                               |
| 12月8日  | そらのおとしものf プレゼンツ そらの少女TAI♪                        | そらの少女TAI♪ featuring MINA | 「みずいろの雨」                                                                                        | テレビアニメ『そらのおとしものf』関連曲                               |
| 12月22日 | そらのおとしものf“今年も”エンディング・テーマ・コレクション        | 見月そはら（美名）、五月田根美香子（高垣彩陽） | 「かけめぐる青春」                                                                                      | テレビアニメ『そらのおとしものf』エンディングテーマ                   |
| 12月22日 | そらのおとしものf“今年も”エンディング・テーマ・コレクション        | 見月そはら（美名） | 「ff (フォルティシモ)」                                                                                 | テレビアニメ『そらのおとしものf』エンディングテーマ                   |
| 12月22日 | そらのおとしものf“今年も”エンディング・テーマ・コレクション        | 桜井智樹（保志総一朗）、イカロス（早見沙織）、見月そはら（美名）、守形英四郎（鈴木達央）、五月田根美香子（高垣彩陽）、ニンフ（野水伊織）、アストレア（福原香織） | 「帰らざる日のために」                                                                                  | テレビアニメ『そらのおとしものf』エンディングテーマ                   |
| 2011年   |                                                                    | | |                                                                       |
| 2月16日  | そらのおとしものf〜天使達の声（うたひめヴォイス）が響く〜          | ニンフ（野水伊織）、月見そはら（美名） | 「Run!Run!スプリンター」                                                                                | テレビアニメ『そらのおとしものf』関連曲                               |
| 8月3日   | TVアニメーション「いつか天魔の黒ウサギ」キャラクターソングCD vol.1 | 時雨遥（美名） | 「Secret Tears」                                                                                        | テレビアニメ『いつか天魔の黒ウサギ』関連曲                            |
| 12月28日 | マケン姫っ！ 全エンディングっ！                                    | 六条実（美名）、二条秋（原田ひとみ） | 「Baby!Baby! Ver.13」                                                                                   | OVA『マケン姫っ！ 特別収録！ OAD』エンディングテーマ                  |
| 2012年   |                                                                    | | |                                                                       |
| 9月26日  | うぽって!! Special Album 青錆学園放送部「ウチは認めんで！」篇      | ふぁる（美名）、いちよん（藏合紗恵子）、じーすり（小菅真美） | 「Sister U」                                                                                            | テレビアニメ『うぽって!!』関連曲                                      |
| 11月23日 | Precious                                                           | 碧陽学園生徒会Lv.2 | 「Precious」                                                                                            | テレビアニメ『生徒会の一存 Lv.2』オープニングテーマ                   |
| 11月23日 | Precious                                                           | 碧陽学園生徒会Lv.2 | 「Treasure Lv.2」                                                                                       | テレビアニメ『生徒会の一存 Lv.2』関連曲                               |
| 11月23日 | Precious                                                           | 紅葉知弦（美名） | 「Precious〜Mina solo Mix〜」                                                                           | テレビアニメ『生徒会の一存 Lv.2』関連曲                               |
| 2013年   |                                                                    | | |                                                                       |
| 1月25日  | 生徒会の一存 Lv.2 コレクションする生徒会                           | 碧陽学園生徒会Lv.2 | 「Fo (u) r Seasons」 「羊が一匹、二匹数えて寝ましょう」 「KIZUNA」 「超絶☆こけてぃっしゅ」 「BLUE SKY」 | テレビアニメ『生徒会の一存 Lv.2』エンディングテーマ                   |
| 1月25日  | 生徒会の一存 Lv.2 コレクションする生徒会                           | 紅葉知弦（美名） | 「Fo (u) r Seasons 〜Autumn mix〜」 「KIZUNA〜知弦独演 mix 〜」                                         | テレビアニメ『生徒会の一存 Lv.2』関連曲                               |
| 2月6日   | 僕たちの城                                                         | 空野葵（北原沙弥香）、瀬戸水鳥（美名）、山菜茜（ゆりん）、菜花黄名子（悠木碧）                                                                                   | 「青春おでん」                                                                                          | テレビアニメ『イナズマイレブンGO クロノ・ストーン』エンディングテーマ |
| 2014年   |                                                                    | | |                                                                       |
| 3月19日  | マケン姫っ! 通 ビキニだらけの大音楽会 《悩殺部門篇》               | 二条秋（原田ひとみ）、六条実（美名） | 「耳に残るは君の声」                                                                                    | テレビアニメ『マケン姫っ!通』関連曲                                   |

### ユニットメンバー
1. ↑  野水伊織、福原香織、美名、大亀あすか
2. 1 2  桜野くりむ（本多真梨子）、紅葉知弦（美名）、椎名美夏（富樫美鈴）、椎名真冬（野水伊織）